# Behavioral Analysis Unit

Siegel des FBI

Die Behavioral Analysis Unit (BAU) (engl. für „Verhaltensanalyseeinheit“) ist eine Abteilung des US-amerikanischen FBI. Sie gehört zum National Center for the Analysis of Violent Crime (NCAVC), einer Unterabteilung der Critical Incident Response Group. Das Hauptquartier der BAU befindet sich auf dem Gelände der Marine Corps Base Quantico im US-Bundesstaat Virginia.

## Auftrag
Die Analyseeinheit soll sowohl in investigativen als auch in operativen Gesichtspunkten Hilfe leisten. Dabei greift sie auf Fallerfahrung, Nachforschungen und intensives Training zurück. Ihre Fälle kommen in der Regel aus den Bereichen Kriminalität gegen Kinder oder gegen Erwachsene. Ihre Hilfe wird aber auch bei Fällen in den Bereichen Korruption oder Bombendrohungen angefordert.
Verhaltensanalyse im Bereich der Kriminalität ist vor allem ein Prozess, in dem das Verbrechen aus der verhaltensforschenden und der investigativen Sicht betrachtet wird. Das beinhaltet, die Fakten noch einmal zu überprüfen, das Verhalten zu interpretieren und das Verhältnis von Täter und Opfer während der Tat zu analysieren. Dies alles fließt in mindestens eine der folgenden Aufgaben ein: Verbrechensanalyse, Verhörstrategien, Profilerstellung unbekannter Täter, Ermittlungsvorschläge, Bedrohungsanalyse, Bewältigung von Schwerverbrechen, Verfolgungs- und Strafprozessstrategien und Gutachten.